# Manuel Bailón Cabrera
Manuel Bailón Cabrera nació el 22 de junio de 1947, hijo de María Camerina Cabrera Ocampo y Manuel Bailón González. Falleció el 17 de mayo del 2021. 
Posee título de Licenciado en Derecho y de Filosofía y Letras por la Universidad de Guadalajara así como de Maestría en Derecho civil por la misma universidad.

## Aportaciones Sociales
Fue artífice del Código civil y de todas las leyes más importantes del Estado de Jalisco: la Constitución de Estado, El Código de Asistencia Social y la Ley de Trasplantes de Órganos entre otras; mismas que tuvieron reformas entre los años 1993 al 1997. Con las modificaciones hechas a estas leyes ha contribuido para que el Estado de Jalisco destaque en el ámbito de Trasplantes a nivel Nacional.
Promovió una contradicción de tesis en defensa del Notariado, presentada ante la Suprema Corte de Justicia de la Nación, logrando una resolución favorable, bajo la cual se reconoce el Derecho de los Notarios a solicitar el Juicio de Amparo ya sea en lo personal o en defensa de su actividad notarial.
Es el presidente del Colegio de Notarios de Jalisco para el periodo 2010-2013.